# مصطفی سیفی
مصطفی سیفی (انگلیسی: Mostafa Seifi؛ زاده ۲۲ اکتبر ۱۹۸۵) بازیکن فوتبال اهل ایران است.

## دوران باشگاهی
وی سابقه بازی در تیم های راه آهن، استقلال اهواز، مس کرمان، نفت تهران را دارد.